# Хун (Ливия)
Хун (араб. هون‎) — город в Ливии.
Население — 30 тысяч жителей (2010), 30 по величине после город страны.
Расположен в центральной части Ливии. Является административным центром района Эль-Джофра. История города началась около 150 лет назад. Город Хун расположен между Сокной (на западе) и Уадданом (на востоке) в оазисе Эль-Джофра.

## Топографические карты
- Лист карты H-33-Г. Масштаб: 1 : 500 000. Издание 1987 г.